# Claytonia washingtoniana
Claytonia washingtoniana är en källörtsväxtart som först beskrevs av Suksdorf, och fick sitt nu gällande namn av Suksdorf. Claytonia washingtoniana ingår i släktet vårskönor, och familjen källörtsväxter. Inga underarter finns listade i Catalogue of Life.